# Arquebisbat de Gwangju
L'arquebisbat de Gwangju (coreà: 광주대교구); llatí: Archidioecesis Kvangiuensis) és una seu metropolitana de l'Església catòlica a Corea del Sud.
Al 2019 tenia 363.697 batejats d'un total de 3.398.163 habitants. Actualment està regida per l'arquebisbe metropolità Hyginus Kim Hee-joong.

## Territori
L'arxidiòcesi comprèn l'àrea metropolitana de Gwangju i la província de Jeollanam-do a Corea del Sud.
La seu episcopal és la ciutat de Gwangju, on es troba la catedral del Sagrat Cor de Jesús
El territori s'estén sobre 12.805 km² i està dividit en 138 parròquies

## Província eclesiàstica
L'arquebisbat de Gwanju té les següents diòcesis sufragànies:
- Jeju
- Jeonju

## Història
La prefectura apostòlica de Kwoszu va ser erigida el 13 d'abril de 1937 per la butlla Quidquid Christi Evangelio del papa Pius XI, prenent el territori del vicariat apostòlic de Taiku (avui (arquebisbat de Daegu).
El 12 de juliol de 1950 assumí el nom de prefectura apostòlica de Gwanju.
El 21 de gener de 1957 la prefectura apostòlica va ser elevada a vicariat apostòlic amb la butlla Nil gratius del papa Pius XII.
El 10 de març de 1962 el vicariat apostòlic va ser elevat al rang d'arxidiòcesi metropolitana amb la butlla Fertile Evengelii semen del papa Joan XXIII.
El 28 de juny de 1971 cedí una porció del seu territori a benefici de l'erecció de la prefectura apostòlica de Cheju (avui bisbat de Jeju).

## Cronologia episcopal
- Owen MacPolin, S.S.C.M.E. † (13 d'abril de 1937 - 1942 renuncià)
  - Sede vacante (1942-1948)
- Patrick Thomas Brennan, S.S.C.M.E. † (12 novembre 1948 - 24 de setembre de 1950 mort)
  - Sede vacante (1950-1954)
- Harold William Henry, S.S.C.M.E.[2] † (octubre de 1954 - 28 giugno 1971 nomenat administrador apostòlic de Cheju)
  - Sede vacante (1971-1973)
- Victorinus Youn Kong-hi (25 d'octubre de 1973 - 30 novembre 2000 jubilat)
- Andreas Choi Chang-mou (30 de novembre de 2000 - 25 de març de 2010 renuncià)
- Hyginus Kim Hee-jong, des del 25 de març de 2010

## Estadístiques
A finals del 2020, la diòcesi tenia 363.697 batejats sobre una població de 3.398.163 persones, equivalent al 10,7% del del total.
| any  | població | població  | població | sacerdots | sacerdots       | sacerdots       | sacerdots             | diàques | religiosos | religiosos | parroquies |
| ---- | -------- | --------- | -------- | --------- | --------------- | --------------- | --------------------- | ------- | ---------- | ---------- | ---------- |
| any  | batejats | total     | %        | total     | clergat secular | clergat regular | batejats por sacerdot | diàques | homes      | dones      |            |
| 1949 | 6.978    | 3.295.000 | 0,2      | 23        | 4               | 19              | 303                   |         |            | 3          | 23         |
| 1970 | 75.057   | 4.688.404 | 1,6      | 150       | 87              | 63              | 500                   |         | 77         | 154        | 43         |
| 1980 | 81.736   | 4.028.000 | 2,0      | 69        | 33              | 36              | 1.184                 |         | 61         | 157        | 50         |
| 1990 | 175.833  | 3.777.723 | 4,7      | 107       | 75              | 32              | 1.643                 |         | 96         | 362        | 60         |
| 1999 | 262.279  | 3.492.725 | 7,5      | 167       | 137             | 30              | 1.570                 |         | 119        | 460        | 88         |
| 2000 | 273.552  | 3.515.998 | 7,8      | 176       | 144             | 32              | 1.554                 |         | 154        | 503        | 90         |
| 2001 | 281.493  | 3.517.902 | 8,0      | 195       | 182             | 13              | 1.443                 |         | 119        | 498        | 96         |
| 2002 | 288.602  | 3.509.841 | 8,2      | 204       | 190             | 14              | 1.414                 |         | 144        | 541        | 97         |
| 2003 | 294.771  | 3.461.146 | 8,5      | 223       | 200             | 23              | 1.321                 |         | 101        | 653        | 100        |
| 2004 | 301.448  | 3.425.105 | 8,8      | 228       | 201             | 27              | 1.322                 |         | 134        | 562        | 102        |
| 2010 | 329.951  | 3.373.315 | 9,8      | 270       | 211             | 59              | 1.222                 |         | 178        | 544        | 119        |
| 2013 | 342.380  | 3.415.706 | 10,0     | 279       | 225             | 54              | 1.227                 |         | 148        | 493        | 131        |
| 2016 | 355.923  | 3.430.216 | 10,4     | 302       | 245             | 57              | 1.178                 |         | 193        | 526        | 137        |
| 2019 | 363.697  | 3.398.163 | 10,7     | 308       | 248             | 60              | 1.180                 |         | 118        | 522        | 138        |

## Note
1. ↑  Della stessa bolla esiste un'altra versione che inizia con le parole Quidquid ad Christi Evangelium: vedi (llatí) Bolla Quidquid ad Christi Evangelium, AAS 29 (1937), p. 329
2. ↑  El 26 de gener de 1957 va ser nomenat bisbe titular de Coridala.